# Hubert Koundé
Hubert Koundé (* 30. Dezember 1970) ist ein beninisch-französischer Schauspieler und Autor.
Koundé wurde insbesondere als Hauptdarsteller in den ersten beiden Spielfilmen von Mathieu Kassovitz bekannt: Lola liebt’s schwarzweiß (1992, Métisse) und Hass (1995, La Haine). Auch als Theater- und Serienschauspieler (2006, Plus belle la vie) Drehbuchautor (2003, Cagoule: Valentin et Yamina) und Kurzfilmregisseur hat er sich einen Namen gemacht.
1996 wurde er für einen César in der Kategorie „Bester männlicher Nachwuchsschauspieler“ nominiert.

## Filmografie (Auswahl)
- 1992: Nestor Burmas Abenteuer in Paris (Nestor Burma; Fernsehserie, 1 Folge)
- 1992: Diên Biên Phú – Symphonie des Untergangs (Dien Bien Phu), Regie: Pierre Schoendoerffer
- 1993: Lola liebt’s schwarzweiß (Métisse), Regie: Mathieu Kassovitz
- 1995: Hass (La Haine), Regie: Mathieu Kassovitz
- 1996: La Sicilia, Regie: Luc Pien
- 1996: Zwischen Schwarz und Weiß (Les enfants du Karoo)
- 1998: Restons groupés, Regie: Jean-Paul Salomé
- 1999: Simon le mage, Regie: Ildiko Enyedi
- 2000: Alles bestens (wir verschwinden) (Tout va bien, on s’en va)
- 2001: Vater töten! (Comment j’ai tué mon père), Regie: Anne Fontaine
- 2001: Ndeysaan (auch: Le Prix du Pardon – Der Preis der Vergebung) (Le prix du pardon), Regie: Mansour Sora Wade
- 2005: Der ewige Gärtner (The Constant Gardener), Regie: Fernando Meirelles
- 2011: Die Farbe des Ozeans (El color del océano)
- 2012: Toussaint Louverture
- 2017: Gangsterdam
- 2019: Paradise Beach
- 2023: Asbest (Serie)